# غوردون (عبد)
غوردون هو عبد هارب  أصبح معروفًا كموضوع للصور التي وثقت ندوب الجدرة الواسعة على ظهره التي عرض لها أثناء العبودية. أصبحت صورة «ظهر الجلاد» واحدة من أكثر الصور إنتشاراً لحركة إلغاء العبودية خلال الحرب الأهلية الأمريكية ولا تزال واحدة من أشهر الصور في تلك الحقبة.